# Juan Fermín Berrondo
Juan Fermín Berrondo Zubelzu (Rentería, 24 de agosto de 1867-Ibídem., 1924)fue un político español. Fue alcalde de Rentería de 1899 a 1901.